# Fallen (film 2006)
Fallen  è un film del 2006 diretto da Barbara Albert.